# Gran Premi dels Països Baixos del 1952
Resultats del Gran Premi dels Països Baixos de Fórmula 1 de la temporada 1952, disputat al Circuit de Zandvoort, el 17 d'agost del 1952.

## Resultats
| Pos | No | Pilot                        | Equip                   | Voltes | Temps/ Retirada  | Pos. de sortida | Punts |
| --- | -- | ---------------------------- | ----------------------- | ------ | ---------------- | --------------- | ----- |
| 1   | 2  | Alberto Ascari               | Ferrari                 | 90     | 2h 53' 28. 5     | 1               | 9     |
| 2   | 4  | Nino Farina                  | Ferrari                 | 90     | + 40.1 s         | 2               | 6     |
| 3   | 6  | Luigi Villoresi              | Ferrari                 | 90     | + 1' 34.4 min.   | 4               | 4     |
| 4   | 32 | Mike Hawthorn                | Cooper - Bristol        | 88     | + 2 Voltes       | 3               | 3     |
| 5   | 10 | Robert Manzon                | Gordini                 | 87     | + 3 Voltes       | 6               | 2     |
| 6   | 12 | Maurice Trintignant          | Gordini                 | 87     | + 3 Voltes       | 5               |       |
| 7   | 28 | Duncan Hamilton              | HWM - Alta              | 85     | + 5 Voltes       | 10              |       |
| 8   | 26 | Lance Macklin                | HWM - Alta              | 84     | + 6 Voltes       | 9               |       |
| 9   | 16 | Chico Landi · Jan Flinterman | Maserati                | 83     | + 7 Voltes       | 16              |       |
| Ret | 34 | Ken Wharton                  | Frazer - Nash - Bristol | 76     | Rodes            | 7               |       |
| Ret | 36 | Stirling Moss                | ERA                     | 73     | Motor            | 18              |       |
| Ret | 30 | Dries van der Lof            | HWM - Alta              | 70     | No Classificat   | 14              |       |
| Ret | 22 | Ken Downing                  | Connaught - Lea-Francis | 27     | Pressió de l'oli | 13              |       |
| Ret | 24 | Charles de Tornaco           | Ferrari                 | 19     | Motor            | 17              |       |
| Ret | 14 | Paul Frere                   | Simca - Gordini         | 15     | Embragatge       | 11              |       |
| Ret | 8  | Jean Behra                   | Gordini                 | 10     | Part elèctrica   | 6               |       |
| Ret | 20 | Jan Flinterman               | Maserati                | 7      | Diferencial      | 15              |       |
| Ret | 18 | Gino Bianco                  | Maserati                | 4      | Eix / Palier     | 12              |       |

## Altres
- Pole: Alberto Ascari 1' 46. 5

- Volta ràpida: Alberto Ascari 1' 49. 8 (a la volta 89)

- Cotxe compartit: Cotxe 16: Landi (43 Voltes) i Flinterman (40 Voltes)